# Бриялево
Бриялево (біл. вёска Бріялава) — село в складі Березинського району Мінської області, Білорусь. Село підпорядковане Березинській сільській раді, розташоване в східній частині області.